# José Reinaldo de Lima
José Reinaldo de Lima, známý jako Reinaldo (* 11. ledna 1957 Ponta Nova) je bývalý brazilský fotbalista, útočník. Byl nejlepším střelcem brazilské ligy v roce 1977.

## Fotbalová kariéra
Začínal v CA Mineiro. Dále hrál krátce za Palmeiras, Atlético Rio Negro Clube a Cruzeiro. Kariéru zakončil ve druhé švédské lize v týmu BK Häcken a ve druhé nizozemské lize v SC Telstar. V jihoamerickém Poháru osvoboditelů nastoupil ve 7 utkáních a dal 2 góly. Za brazilskou fotbalovou reprezentaci nastoupil v letech 1978–1988 ve 37 utkáních a dal 14 gólů. Byl členem brazilské reprezentace na Mistrovství světa ve fotbale 1978 v Argentině, nastoupil ve 3 utkáních, dal 1 gól a s týmem získal bronzové medaile za třetí místo.

## Ligová bilance
| Ročník                               | Zápasy | Góly | Klub       |
| ------------------------------------ | ------ | ---- | ---------- |
| Campeonato Brasileiro Série A 1973   | 23     | 6    | CA Mineiro |
| Campeonato Brasileiro Série A 1974   | 12     | 4    | CA Mineiro |
| Campeonato Brasileiro Série A 1975   | 15     | 6    | CA Mineiro |
| Campeonato Brasileiro Série A 1976   | 7      | 9    | CA Mineiro |
| Campeonato Brasileiro Série A 1977   | 18     | 28   | CA Mineiro |
| Campeonato Brasileiro Série A 1978   | -      | -    | CA Mineiro |
| Campeonato Brasileiro Série A 1979   | 13     | 3    | CA Mineiro |
| Campeonato Brasileiro Série A 1980   | 17     | 11   | CA Mineiro |
| Campeonato Brasileiro Série A 1981   | 7      | 0    | CA Mineiro |
| Campeonato Brasileiro Série A 1982   | 8      | 4    | CA Mineiro |
| Campeonato Brasileiro Série A 1983   | 22     | 6    | CA Mineiro |
| Campeonato Brasileiro Série A 1984   | 14     | 6    | CA Mineiro |
| Campeonato Brasileiro Série A 1985   | 21     | 6    | CA Mineiro |
| Campeonato Brasileiro Série A 1985   | -      | -    | Palmeiras  |
| Campeonato Brasileiro Série A 1986   | 2      | 0    | Cruzeiro   |
| 2. švédská liga 1987                 | -      | -    | BK Häcken  |
| 2. nizozemská liga 1987/1988         | -      | -    | SC Telstar |
| CELKEM Campeonato Brasileiro Série A | -      | -    |            |